# 哈得孫福爾斯 (紐約州)
哈得孫福爾斯（英語：Hudson Falls）是位於美國紐約州華盛頓縣的村。

## 人口
根據2020年美國人口普查的數據，哈得孫福爾斯的面積為4.97平方千米，當中陸地面積為4.82平方千米，而水域面積為0.15平方千米。當地共有人口7428人，而人口密度為每平方千米1,495人。